# Jürgen Henkys

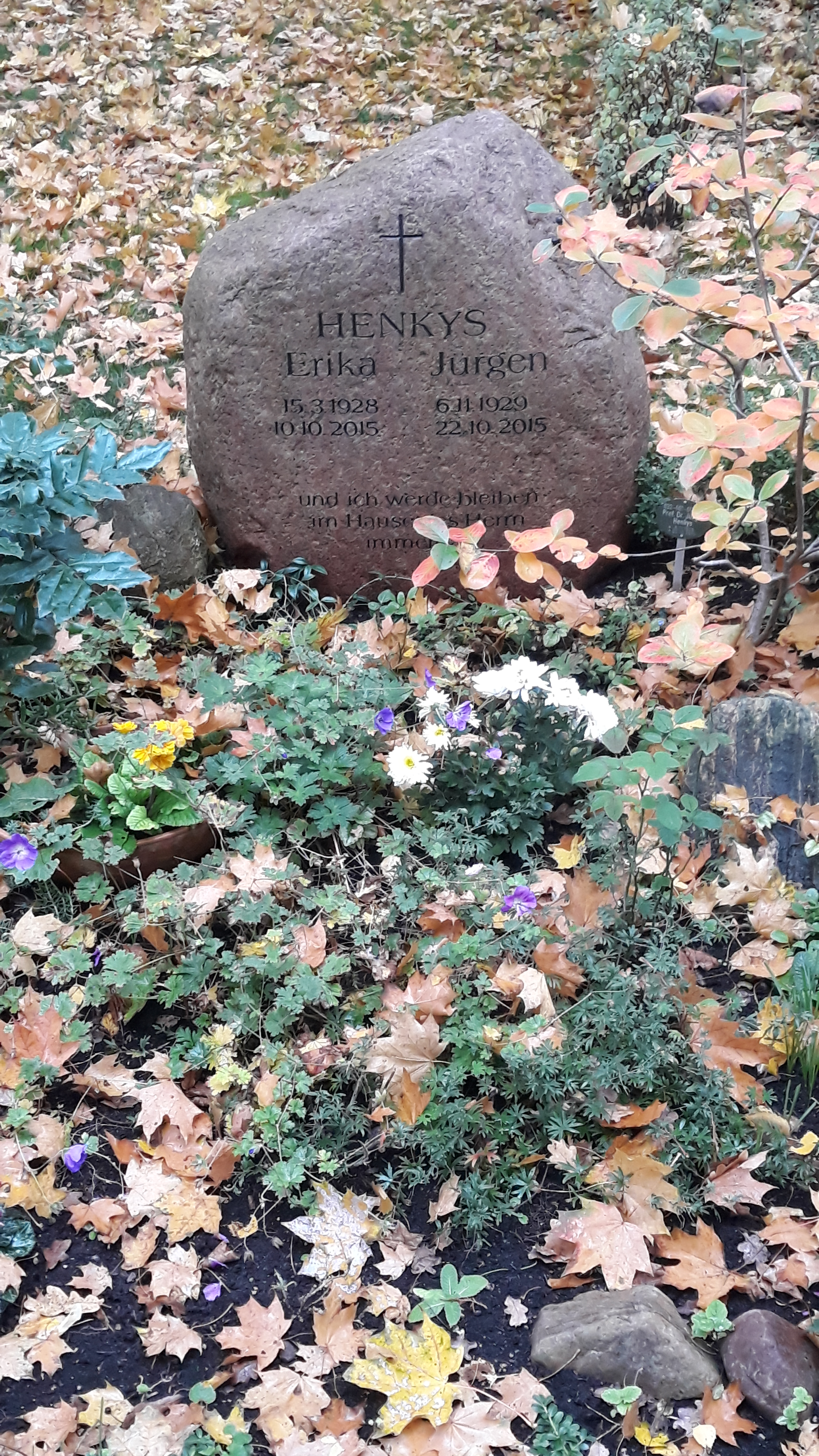
Das Grab von Jürgen Henkys und seiner Ehefrau Erika auf dem Evangelischen Laurentius-Friedhof in Berlin-Köpenick.

Jürgen Henkys (* 6. November 1929 in Heiligenkreutz, Ostpreußen; † 22. Oktober 2015 in Berlin) war ein deutscher Pfarrer und evangelischer Theologe sowie Kirchenlieddichter und -übersetzer.

## Leben
Jürgen Henkys entstammte einer ostpreußischen Pfarrerfamilie. Er hatte vier Geschwister; ein Bruder war der Publizist Reinhard Henkys. In der Kirche Heiligenkreutz (Ostpreußen) empfing er die Taufe. Seine Schulzeit verbrachte er nach Heiligenkreutz in Palmnicken an der samländischen Bernsteinküste, in Königsberg (Preußen), in Wyk auf Föhr und in Leverkusen; dort legte er 1948 das Abitur ab. Er studierte anschließend Theologie in Wuppertal, Göttingen, Heidelberg und Bonn.
Anfang 1954 folgte Henkys einem Aufruf der EKD, den Pfarrdienst in einer ostdeutschen Landeskirche anzutreten, und siedelte in die DDR über. Nach dem Schulvikariat wurde er Prädikant (Vikar) in Groß Mehßow in der Niederlausitz. 1956 wurde er ordiniert und Hilfsprediger. Später wirkte er als Studieninspektor am Predigerseminar Brandenburg an der Havel, später auch als Dozent für Katechetik. 1965 promovierte er mit einer Dissertation über Bibelarbeit. Der Umgang mit der Heiligen Schrift in den evangelischen Jugendverbänden nach dem Ersten Weltkrieg an der Universität Greifswald. Die Arbeit erschien 1966 in Hamburg.
Von 1965 an war Henkys Dozent am Sprachenkonvikt der damaligen Ost-Berliner Kirchlichen Hochschule. Seine 1988 kirchlich erworbene Habilitation wurde 1990 universitär bestätigt. Ab 1991 war Henkys Professor für Praktische Theologie an der Humboldt-Universität Berlin; 1995 wurde er emeritiert.
Henkys veröffentlichte Liedübertragungen aus anderen Sprachen. Seine Lieder wurden unter anderem in das Evangelische Gesangbuch und in das Mennonitische Gesangbuch (dort: 248, 280, 285) aufgenommen. Neben Liedern im Stammteil des Gesangbuches stammen insbesondere im Regionalteil der reformierten Landeskirchen etliche Texte zu Psalmenvertonungen aus seiner Feder.
Privates
Er war verheiratet mit der Theologin Erika, geb. Gooßes (* 15. März 1928; † 10. Oktober 2015). Das Paar, das im Abstand von 12 Tagen hintereinander verstarb, hatte drei Söhne und eine Tochter. Von 1965 bis 1999 lebte die Familie im Pfarrhaus von Petershagen/Eggersdorf. An dem heute als Gemeindehaus genutzten Gebäude erinnert seit 2017 eine Plakette an das Ehepaar.

## Veröffentlichungen (Auswahl)
- Steig in das Boot. Neue niederländische Kirchenlieder. Evangelische Verlagsanstalt, Berlin 1981; Neukirchener Verlag, Neukirchen-Vluyn 1982, ISBN 3-7887-0694-5.
- Stimme, die Stein zerbricht. Geistliche Lieder aus benachbarten Sprachen. Strube, München 2003.
- Frühlicht erzählt von Dir. Neue geistliche Lieder aus Skandinavien. Strube, München 1990, ISBN 978-3-921946-12-1.
- Preist Gott in allen Alphabeten. 15 Psalmen nach den Melodien des Genfer Psalters neu gefasst. Strube, München 1994 (Die Neu-Bereimungen wurden im Auftrag der Evangelisch-reformierten Kirche verfasst.)
- Bibelarbeit. Der Umgang mit der Heiligen Schrift in den evangelischen Jugendverbänden nach dem Ersten Weltkrieg. Furche, Hamburg 1966; zugleich: Diss. Greifswald, 1965.
- Seelsorge und Bruderschaft Luthers Formel „per mutuum colloquium et consolationem fratrum“ in ihrer gegenwärtigen Verwendung und ursprünglichen Bedeutung (= Aufsätze und Vorträge zur Theologie und Religionswissenschaft. 45.) Evangelische Verlags Anstalt, Berlin 1970.
Arbeiten zur Theologie. Reihe 1, Heft 41. Calwer, Stuttgart 1970.
- Luthers Tischreden. Zusammengestellt von J. Henkys, mit einem Essay von Walter Jens. Faber und Faber, Leipzig 2003, ISBN 3-936618-05-4; ISBN 3-936618-06-2 und ISBN 3-936618-24-0.
- Das Kirchenlied in seiner Zeit. Hymnologische Beiträge. Berlin / Stuttgart 1980.
- Singender und gesungener Glaube. Hymnologische Beiträge in neuer Folge (= Veröffentlichungen zur Liturgik, Hymnologie und theologischen Kirchenmusikforschung. 35.) Vandenhoeck und Ruprecht, Göttingen 1999, ISBN 3-525-57202-6.
- Geheimnis der Freiheit. Die Gedichte Dietrich Bonhoeffers aus der Haft. Biographie Poesie Theologie. Gütersloher Verlagshaus, Gütersloh 2005, ISBN 3-579-01891-4.

## Übersetzungen / Übertragungen
Der Stammteil des Evangelischen Gesangbuches (EG) enthält folgende von Jürgen Henkys übersetzte Lieder: 20, 97, 98, 117, 154 (Str. 6), 212, 312, 313, 383, 430, 431, 455. Weitere Texte von Henkys finden sich in den Regionalteilen der Landeskirchen.

### Aus dem Niederländischen
- Het volk dat wandelt in het duister. Text von Jan Willem Schulte Nordholt (1959), Melodie von Frits Mehrtens (1959). Im niederländischen Liedboek voor de Kerken. (1973) LvK 25.
Deutsch: Das Volk, das noch im Finstern wandelt (1981); in EG 20 fehlt die ursprüngliche 7. Strophe. Strophenbau: 9.8.8.9. Tonart: e-moll. Der Text des Liedes lehnt sich an Jes 9,1–6 LUT an.
- Met de boom des levens. Text von Willem Barnard (1963), Melodie von Ignace de Sutter (1964); LvK 184
Deutsch: Holz auf Jesu Schulter (1975); EG 97, MG 285. Strophenbau 6.5.6.5.6.5.6.5. Tonart: g-äolisch. Der Refrain ist die ursprünglich 4. Strophe, die von Ignace de Sutter zum Refrain genutzt wurde. Das Lied besteht nun aus sechs Strophen. Die erste und letzte bilden eine Klammer um zwei Doppelstrophen (2+3 (Bitte und Begründung) und 4+5 (Lob und Begründung)).
Vorkommen in anderen Gesangbüchern: Schweiz: Reformiertes Gesangbuch (RG) 451 ö+, Katholisches Gesangbuch (KG) 393 ö+.
- Hoe groot de vrugten zijn. Text von Joachim Frants Oudaen, 1685; Melodie von Dirk Raphaelszoon Camphuysen, 1624
Englische Übertragung: This joyful Eastertide von George Ratcliffe Woodward, 1902
Deutsch: Der schöne Ostertag (1983); EG 117. Strophenbau 6.7.6.7.6.7.6.7.9. Tonart: Es-dur.
- Kwam van Godswege; Text von Huub Oosterhuis (1962/1973), Melodie von Jaap Geraedts (1965)
Deutsch: Kam einst zum Ufer (1975); EG 312. Strophenbau 5.6.7.6.5.6. Tonart: e-moll. Biblisches Erzähllied: Mt 3,1–12 LUT, Lk 3,10–14 LUT
- Jezus die langs het water liep. Text von Ad den Besten (1961), Melodie von Frits Mehrtens (1961). LvK 47
Deutsch: Jesus, der zu den Fischern lief (1975); EG 313. Strophenbau 8.8.7.7.8.8.7.7. Tonart: d-moll. Biblisches Erzähllied: Mt 4,18–22 LUT; 9,9–13 LUT.
- Geef vrede, Heer, geef vrede. Text von Jan Nooter (1963), Melodie: Ik wil mj gaanvertroosten; LvK 285
Deutsch: Gib Frieden, Herr, gib Frieden (1980); EG 430. Strophenbau: 7.6.7.6.7.6.7.6. Melodie
Deutsch: Befiehl Du deine Wege (EG 361). Tonart: d-dorisch.
- Tief im Schoß meiner Mutter gewoben, Text von Sytze de Vriès (Gotteslob 419)

### Aus dem Englischen
- Now the green blade rises. Text von John Macleod Campbell Crum (1928), Melodie: Noel nouvelet Frankreich, Provence 15. Jahrhundert. Strophenbau 11.10.10.11.
Deutsch: Korn, das in die Erde (1976); EG 98, MG 280. Strophenbau Deutsch: 11.11.10.11. Tonart: dorisch. Ursprünglich vierstrophig.
Vorkommen in anderen Gesangbüchern: Vereinigte Staaten von Amerika: Lutheran Book of Worship 148. Großbritannien: The Hymnal 1982 204, New English Hymnal 115.
Andere Texte auf die gleiche Melodie: Jesus Christ is waiting in Enemy of Apathy Iona: Wild Goose Publications[4] von John L. Bell und Graham Maule, Iona Community
- Morning Has Broken. Text von Eleanor Farjeon (1931), Melodie: gälisches Volkslied, 19. Jahrhundert.
Deutsch: Morgenlicht leuchtet (1987); EG 455. Die Melodie hieß ursprünglich Bunessan (nach einem Ort auf der Isle of Mull), damals bekannt mit dem Text des gälischen Weihnachtsliedes Leanababh an aigh („Kind in der Krippe“), der von Mary MacDonald (1789–1872) geschrieben wurde. Englische Fassung bekannt durch die Version des Folk-Pop-Sängers Cat Stevens (1971).

### Aus dem Norwegischen
- Fylt av glede over livets under. Text von Svein Ellingsen (1971), Melodie von Egil Hovland (1977). Strophenbau: 10.10.10.10. Tonart: F-dur
Deutsch: Voller Freude über dieses Wunder (1982). Lied zur Taufe. EG 212.
- Herre, du har reist meg opp. Text von Sven Ellingsen (1955), Melodie von Trond Kverno (1968). Strophenbau: 7.7.7.8.7.7.
Deutsch: Herr, du hast mich angerührt (1982); EG 383. Alternative Melodie im EG: Meinen Jesus lass ich nicht (EG 402).